# Ingen Frygt
Ingen Frygt (2001-2010) var en dansk kunstnergruppe bestående af Hannah Heilmann, Sigrun Gudbrandsdottir og Anna Maria Helgadottir.
Gruppen arbejdede i blandede medier som foto, collage, installationer og performance. Deres værker eksperimenterede med og brød normer for opfattelsen af køn, krop og identitet, og kastede kritiske blikke på vestlige selvforestillinger og kapitalisme. 
I 2009 var de inviteret til at lave en kunstnerisk kommentar til Wilhelm Freddie i forbindelse med udstillingen Stik gaflen i øjet! på Statens Museum for Kunst.
Ingen Frygt lavede også coverkunst til albums musikvideoer og visuals til koncerter for forskellige danske bands, som Nephew, Malk de Koijn, Jomi Massage og Moi Caprice. Kunstnergruppen vandt en pris for bedste musikvideo ved Danish Music Awards 2002 (Malk de Koijns Vi ta'r fuglen på dig) og ved Danish Hip Hop Awards.
Ingen Frygt blev opløst i 2010, men gruppens eftermæle har levet videre på den danske kunstscene, blandt andet var den genstand for en retrospektiv udstilling i 2013 i Viborg Kunsthal.

## Udvalgte værker
- Artist of the month, 2002
- We love Iceland, 2004
- Toilet, 2005
- Sick Little Oyster, 2005, Andersen’s Contemporary
- I, Me, You, 2007
- Money, 2008, Wonderland Art Space